# Schrott (Einheit)
Schrott, auch Schroot, war ein deutsches Volumenmaß und wurde als Getreidemaß verwendet. Es gehörte zu den kleinsten Maßen und war auf Süddeutschland beschränkt.
Die Maßkette in Frankfurt am Main war 
- 1 Malter = 4 Simmer = 8 Mesten/Metzen = 16 Sechter = 64 Gescheid = 256 Mäßchen/Viertel = 1024 Schrott[1]

Die unterschiedliche Größe des Malters wirkte sich auf die kleineren Maße aus.
Da der Malter Getreide in Frankfurt am Main 5784 Pariser Kubikzoll hatte und 114,733 Liter maß, ergab sich errechnet 0,112044 Liter für einen Schrott.
- Frankfurt/Main 1 Schrott = 5 ⅔ Pariser Kubikzoll = 1/9 Liter

Die Maßkette in Mainz war
- 1 Malter = 4 Simmer/Viernsel = 16 Kämpfen = 64 Gescheid =  256 Mäßchen = 1024 Schrott

Der Malter Getreide in Mainz  betrug 5514 Pariser Kubikzoll hatte und 109,25 Liter, ergab errechnet 0,106689 Liter für einen Schrott.
- Mainz 1 Schrott = 5 ⅓ Pariser Kubikzoll, das waren nur ⅓ Pariser Kubikzoll kleiner als in Frankfurt am Main